# Kiewer Kultur

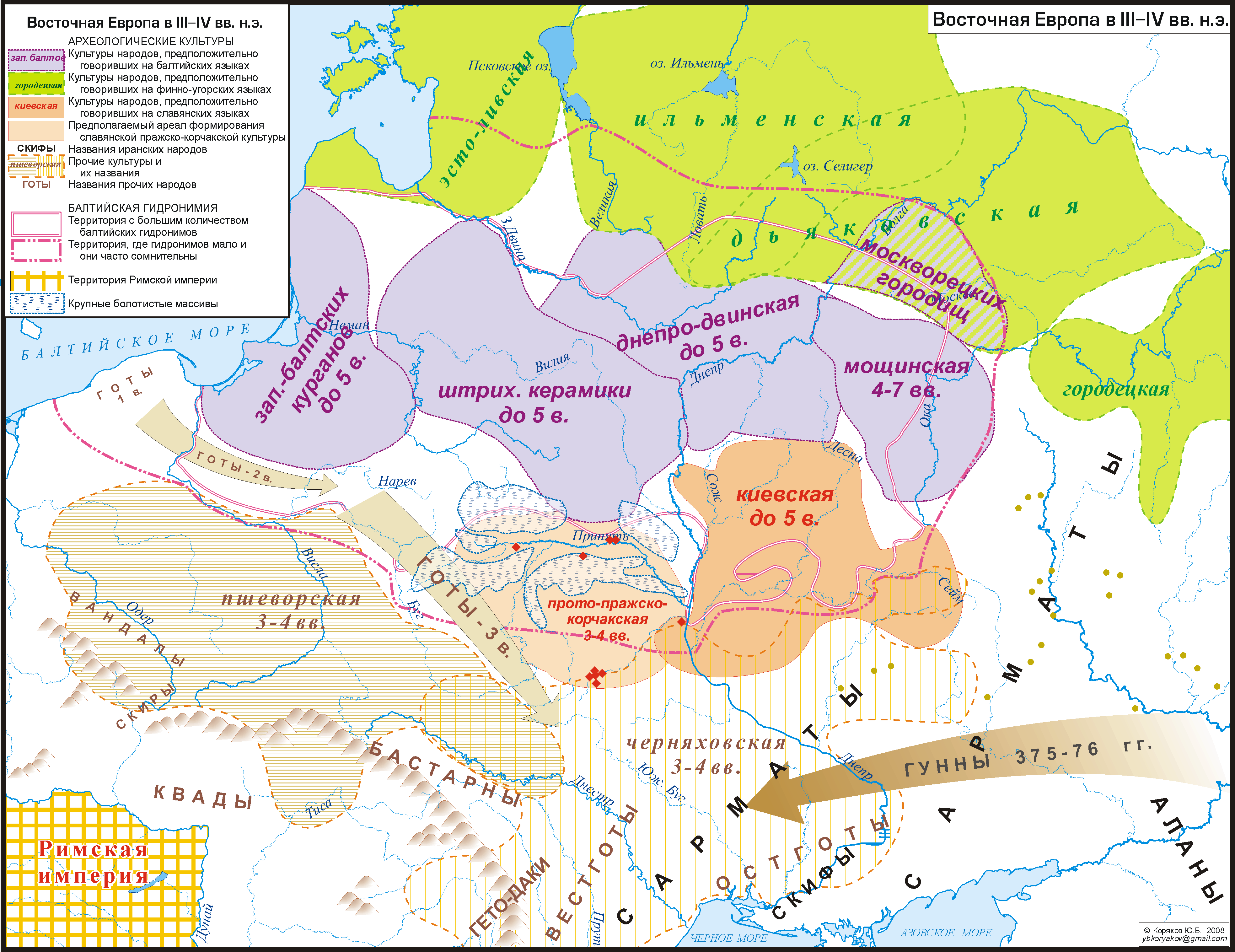
Die Kiewer Kultur (ocker) im 3./4. Jahrhundert. Graulila: baltische Kulturen mit Grenzen des häufigen (Doppelband) und sporadischen (Doppelpunkt-Strich-Band) Auftretens baltischer Hydronyme, grün: finno-ugrische Kulturen, schwarze Schrift: iranische Stämme, graue Schrift: sonstige Kulturen und Stämme mit Expansion der Goten (grauer) und Hunnen (brauner Pfeil). Karte des Linguarium-Projektes der Lomonossow-Universität.

Die Kiewer Kultur war eine archäologische Kultur des 2. bis 5. Jahrhunderts auf dem Gebiet der heutigen Ukraine, des heutigen Belarus und Russlands. 

## Verbreitungsgebiet
Das Verbreitungsgebiet erstreckte sich über die Oblaste Kiew, Tschernihiw und Sumy in der Ukraine, Homel und Mahiljou in Belarus und Kursk, Brjansk, Pskow bis Samara in Russland. 
Die Kultur ist benannt nach einem Fundort bei Kiew.
Sie grenzte im Norden an die baltische Strichkeramik- und die Dnjepr-Dwina-Kultur, im Westen an die germanische Przeworsk-Kultur und im Süden an die ebenfalls germanische Tschernjachow-Kultur.

## Entstehung
Die Kiewer Kultur entstand aus der Sarubinzy-Kultur unter Einflüssen der Strichkeramikkultur und der Przeworsk-Kultur.

## Wirtschaft
Ackerbau (eiserne Sicheln) und Viehzucht waren hauptsächliche Ernährungsgrundlagen.
Das Handwerk war entwickelt, die Keramik einfach (weniger differenziert als bei der vorangegangenen Sarubinzy-Kultur).
Es gab Funde aus römischer Herkunft (Schmuck, Bronzepinzetten, Münzen).

## Siedlungen
Die Siedlungen lagen in der Nähe von Flüssen, manchmal auf Anhöhen und waren unbefestigt. Sie bestanden auf ca. 0,5 – 2 ha (in Einzelfällen 6 – 8 ha) aus wenigen Häusern.
Die Häuser waren in die Erde eingetieft (0,4 – 1,2 m) mit einer Fläche von 8 bis 24 m² und rechteckig oder ebenerdig mit einer Holzpfostenkonstruktion und Fensteröffnungen errichtet.

## Bestattungskultur
Leichenbrand wurde in runden oder ovalen Gräbern (in 0,2 – 0,6 m Tiefe) neben den Häusern in Urnen bestattet. Die Beigaben waren spärlich.

## Veränderungen
Nach dem Einfall der Hunnen entstehen Mitte des 5. Jahrhunderts die Penkowka-Kultur und die Kolotschin-Kultur, die größere Territorien umfassten.
Sie war wahrscheinlich eine Vorläuferin der frühen ostslawischen Gruppen. Mit ihrer allmählichen Expansion begann die Ausbreitung ostslawischer Sprachen in Osteuropa unter Assimilation der Vorbewohner.